# Irina Mucuovna Chakamada
Irina Mucuovna Chakamada, in russo Ирина Муцуовна Хакамада?, in giapponese イリーナ・ハカマダ (Mosca, 13 aprile 1955), è una politica ed economista russa, candidata alle elezioni presidenziali russe del 2004 sostenuta da diverse forze di stampo liberale. È stata membro del Consiglio presidenziale per lo sviluppo della società civile e dei diritti umani (2012-2018). 
Nel 1995, Time ha nominato Chakamada tra le 100 donne politiche più famose del mondo.
Nel 2005 è stata nominata per il premio Nobel per la pace.

## Biografia
Chakamada nacque da padre giapponese, Mutsuo Hakamada, un comunista che disertò in Unione Sovietica nel 1939. La madre, Nina Sinelnikova, di origini russe e armene, era un'insegnante d'inglese che aveva perso il padre a causa delle purghe staliniste e la cui madre si era suicidata in seguito al trasferimento forzato della famiglia a Khabarovsk.
Lo zio paterno di Chakamada è Satomi Hakamada (袴田 里見), membro della leadership del Partito Comunista Giapponese. L'esperto di Russia e professore di scienze politiche Shigeki Hakamada è il suo fratellastro.
In kanji, il nome della famiglia Chakamada è 袴田; in katakana, il suo nome è イリーナ・ハカマダ.
Chakamada si è laureata presso il Dipartimento di Economia dell'Università dell'Amicizia dei Popoli Patrice Lumumba a Mosca nel 1978. Ha conseguito il dottorato di ricerca presso la Facoltà di Economia dell'Università Statale Lomonosov di Mosca. Nel 1983 ha ricevuto il titolo accademico di professore associato nella specialità "economia politica". È stata membro del CPSU dal 1984 al 1989.

### Carriera alla Duma
Khakamada è stata eletta rappresentante della Duma dal 1993 al 2003. È considerata una politica democratica che si oppone moderatamente al governo russo. È nota per aver criticato le azioni del governo durante la crisi degli ostaggi del teatro di Mosca, dove è stata coinvolta come uno dei negoziatori. Khakamada ha dichiarato che i sequestratori non avrebbero usato le loro bombe per uccidere le persone e distruggere l'edificio.
Khakamada era un membro del consiglio di coordinamento dell'Unione delle Forze di Destra. Ha scelto di astenersi dal voto del consiglio sul loro sostegno alle elezioni presidenziali del 2000, in cui il partito alla fine ha votato per sostenere la campagna di Vladimir Putin rispetto a quella del membro del consiglio Konstantin Titov.

### Campagna presidenziale del 2004
Khakamada era una dei leader dell'Unione delle Forze di Destra quando ha deciso nel dicembre 2003 di candidarsi alle elezioni presidenziali russe del 2004. Non è stata però sostenuta dal suo partito, che aveva deciso di non nominare un candidato.
Khakamada ha dato il via alla sua campagna elettorale pronunciando un discorso che ha attribuito la colpa della crisi degli ostaggi del teatro di Mosca a Putin. Si presentò alle elezioni con una migliore notorietà rispetto alla maggior parte degli altri candidati che sfidavano Putin.   La sua candidatura è stata ufficialmente registrata l'8 febbraio. Khakamada è stata la seconda donna ad essere candidata alle elezioni presidenziali russe, dopo  Ella Pamfilova nel 2000.
Khakamada ha affermato che la motivazione che l'ha spinta a candidarsi è stata il suo desiderio di vedere un candidato dell'opposizione liberale. Alla fine sarebbe stata l'unica candidata dell'opposizione liberale a correre.
In un articolo pubblicato su Novaya Gazeta, Yulia Latynina ha affermato che Khakamada si è presentata alle elezioni solo per fingere un ruolo di oppositore democratico per fornire maggiore legittimità all'elezione di Vladimir Putin. Khakamada ha negato tali accuse.
Lo slogan della campagna elettorale di Khakamada era "Irina Khakamada: la nostra voce". La sua campagna ha ricevuto finanziamenti da Boris Nevzlin, un ex capo della Yukos che è stato preso di mira per indagini internazionali dalle autorità russe e che risiedeva in Israele durante la campagna. È stata esplicita sulle condizioni ingiuste delle elezioni, in particolare sulla sua copertura mediatica. All'inizio della campagna, gli analisti avevano previsto che sarebbe stata in grado di ricevere più del 10% dei voti. Khakamada ha ricevuto invece  il 3,9%. Pur dichiarando di aver trovato "soddisfacente" la sua performance nelle elezioni, ha affermato che ci sono state molte irregolarità nel voto.

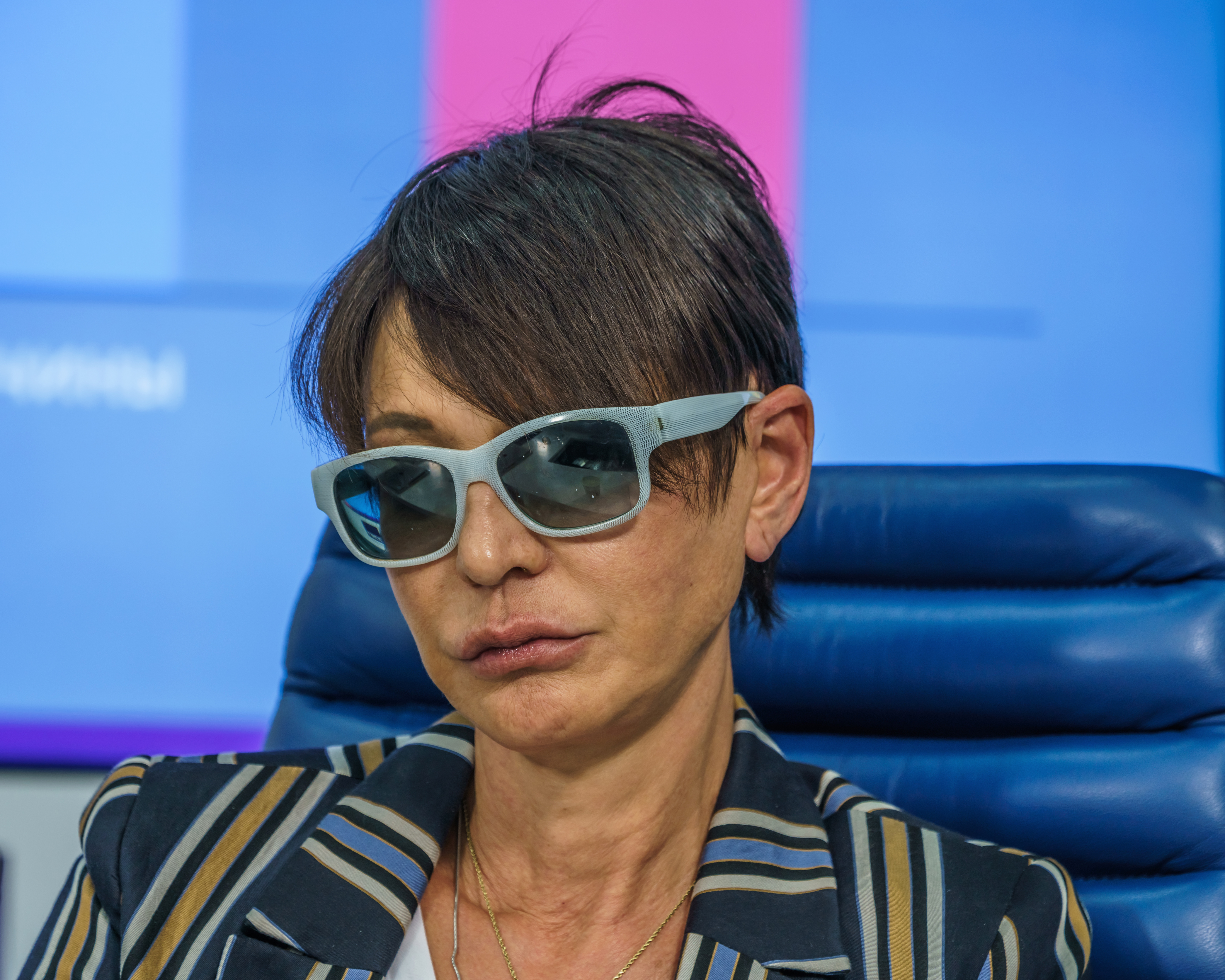
Irina Chakamada nel 2019

Sempre nel 2004 ha fondato il partito La nostra scelta (Nash Vybor), che non è stato riconosciuto e si è fuso nell'Unione Democratica del Popolo di Mikhail Kasyanov nel 2006.

### Ritiro dalla politica
Nel maggio 2008, Chakamada ha dichiarato di aver abbandonato ogni attività politica e da allora (a partire dal giugno 2010) si è dedicata a lavorare sui libri, oltre ad essere una presentatrice televisiva e radiofonica e insegnare presso l'Istituto di Relazioni Internazionali di Mosca (MGIMO). Insieme alla stilista Lena Makashova, gestisce il marchio di moda ChakaMa.

## Vita privata
È sposata con Vladimir Yevgenevich Sirotinsky e ha due figli.